# Ayuntamiento Viejo de San Sebastián
El Ayuntamiento Viejo fue la antigua sede del Ayuntamiento de la capital guipuzcoana, San Sebastián. Actualmente es una de las sedes de la Biblioteca Municipal de Donostia-San Sebastián.
Está situado en la Parte Vieja de la ciudad, en la  plaza de la Constitución.

## Historia

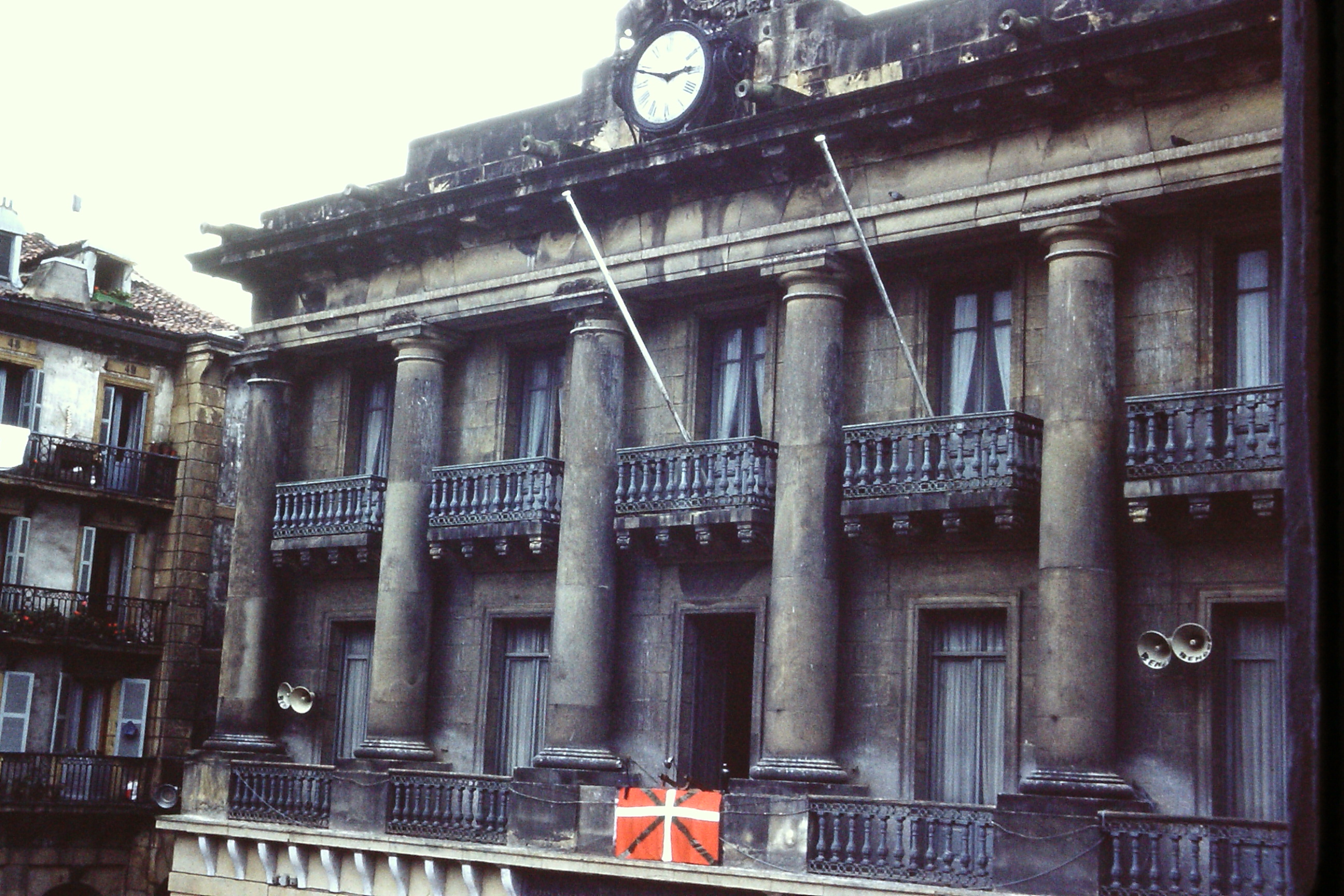
La ikurriña en el Ayuntamiento Viejo de San Sebastián, en 1977,

El primitivo edificio barroco, proyectado en 1718 por Hércules Torelli, arquitecto e ingeniero militar, vio destruido su interior en el incendio de 1813, quedando en pie el exterior hasta 1819. Silvestre Pérez, proyectó un nuevo edificio finalizado tras su muerte, en 1825, por Pedro de Ugartemendía.
En 1897, el Ayuntamiento alquila algunos de los edificios circundantes, lo que conllevo la construcción de pasadizos de hierro desde el primer piso de la casa consistorial a los edificios .
En 1945 Ayuntamiento se traslada a la actual casa consistorial de San Sebastián, y en 1951 se instala en este edificio la Biblioteca Municipal.

## Descripción
Es un edificio de estilo clasicista con un pórtico formado por cinco arcos de medio punto en la parte inferior, cada uno con su propia luz.

## Tamborrada de San Sebastián
Cada año, a la medianoche del 19 de enero, se celebra el acto de izamiento de la bandera de la ciudad y tiene lugar la Fiesta de la Tamborrada de San Sebastián